# Тагундайн
Тагундайн (на бирмански: တံခွန်တိုင်) е голямо село в Мианмар. Населението му към 2014 г. е 4994 души.